# 위노나 주립 대학교
1
위노나 주립 대학교(Winona State University, WSU)는 미국 미네소타주 위노나에 위치한 공립 대학이다. 1858년에 퍼스트 스테이트 노멀 스쿨 오브 미네소타(First State Normal School of Minnesota)라는 교명으로 설립되었으며 미네소타 주립 칼리지 및 대학 시스템의 가장 오래된 학교이다. 미시시피강 서쪽의 최초의 사범대학이다.
WSU는 메인 캠퍼스에서 80개 이상의 프로그램, 위노나 주립 대학교-로케스터와 위노나 웨스트 캠퍼스의 위성 캠퍼스들에서 여러 학부 프로그램들을 제공하고 있다. 연간 평균 등록 학생 수는 대략 9,000명이다.

## 같이 보기
- 미네소타주의 대학 목록